# Campus Svea
Campus Svea är en svensk animerad satirserie. Serien är skapad av Rickard Boija och Andreas Franzén. Det finns hittills en säsong av Campus Svea, den består av 7 avsnitt på cirka 15 minuter vardera. Visningsrätten av den första säsongen såldes till SVT och visades 2008 i SVT B (Barnkanalen).

## Avsnitt
1. Är det en gibbon?
2. Det franska rummet
3. Från Boden intet nytt
4. En bordercollies dröm
5. Belsebub mot rymden
6. 133%
7. Grattis! Du har malaria

## Karaktärer
- Anders - studerar statsvetenskap och bor tillsammans med Joppe
- Joppe - läser en kurs i animerad grafik och bor tillsammans med Anders
- Max - studerar kroppslig gestaltning inom modern västlig konst. Han låtsas studera statsvetenskap för så länge han gör det så beltalar hans mamma för en lägenhet i stan som han inte använder[2] och delar lägenhet med Apan. Hans fullständiga namn är Maximilian Wallin
- Apan - delar lägenhet med Max, röker och brukar helkroppsmassera hennes grannes pudel[2].
- Björnen - bor i ett tält i parken med sin eremitkräfta lasermannen och är mycket allmänbildad[2].
- Fred-Erik Rensvält - universitetets rektor[3]